# Карімова Наталія Валеріївна
Наталія Валеріївна Карімова (нар. 28 лютого 1974, Ростов-на-Дону, Російська РФСР СРСР) — російська трекова і шосейна велогонщиця, в різних дисциплінах виступала за збірну Росії протягом 1990-х років. Чемпіонка світу, переможниця і призерка етапів Кубка світу, учасниця двох літніх Олімпійських ігор. На змаганнях представляла спортивне товариство «Динамо», заслужений майстер спорту.

## Походження та навчання
Наталія Карімова народилася 28 лютого 1974 року в Ростові-на-Дону. Активно займатися трековим велоспортом розпочала в ранньому дитинстві. Вона проходила підготовку в ростовському обласному училищі олімпійського резерву, тренувалася під керівництвом заслуженого тренера В. М. Бугольцева. Входила до всеросійського фізкультурно-спортивного товариства «Динамо».

## Спортивні виступи
Першого серйозного успіху досягла у 1994 році, коли взяла участь у жіночій шосейній багатоденній гонці «Вуельта Мальорки» і зайняла в генеральній класифікації друге місце. Завдяки низці вдалих виступів удостоїлася права захищати честь Росії на літніх Олімпійських іграх 1996 року в Атланті. В індивідуальній гонці переслідування закрила десятки найсильніших.
Найбільш успішним у її спортивній кар'єрі виявився сезон 1997 року: на чемпіонаті світу в австралійському Перті вона завоювала золото у гонці за очками і отримала срібна нагороду в індивідуальному переслідування. Наступного року в тих же дисциплінах виграла золото і срібло на етапах Кубка світу у Франції та Німеччині, відповідно. Ще через рік в індивідуальній гонці переслідування стала бронзовою призеркою етапів світового кубка у США й Колумбії. Пізніше пройшла кваліфікацію на Олімпійські ігри 2000 року в Сіднеї — того разу показала в переслідуванні дев'ятий результат.

## Нагороди та визнання
Має вищу освіту, закінчила Краснодарський державний інститут фізичної культури (нині Кубанський державний університет фізичної культури, спорту і туризму). За видатні спортивні досягнення удостоєна почесного звання «Заслужений майстер спорту Росії».